# Pulví (arquitectura)

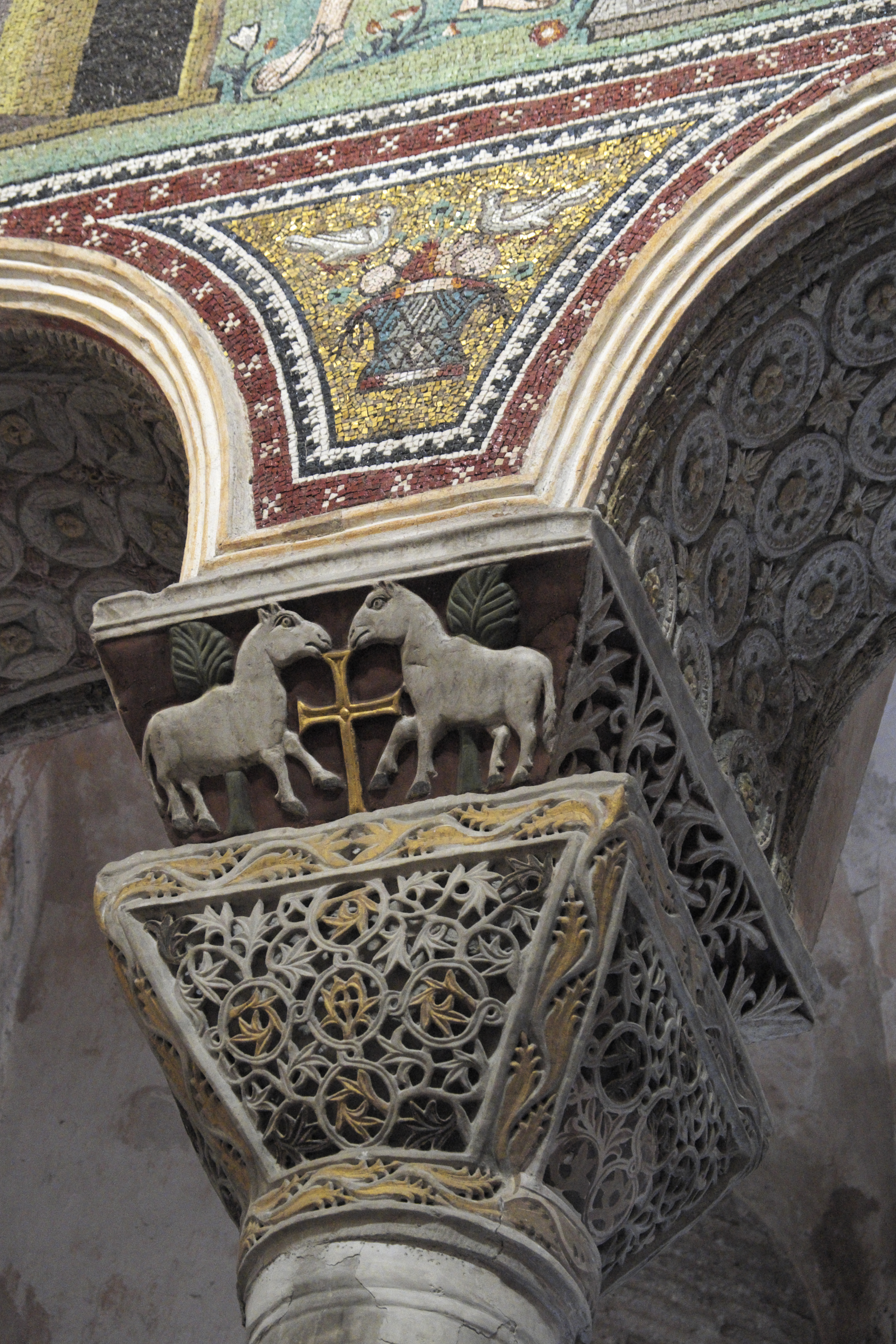
Pulví decorat amb iconografia cristiana en la Basílica de Sant Vidal de Ravenna.

Un pulví (del llatí: pulvinus, "coixinet", "coixí"), és un element arquitectònic estructural en forma de coixí piramidal invertit, situat entre el capitell d'una columna i l'arrencada d'un arc.

## Característiques
Té la funció de connectar una estructura portant lineal (columna o pilar) amb una estructura suportada (tant monolítica com d'arc pla, arquejat o voltat) i té la forma d'un bloc d'imposta, semblança a un coixí pressionat per un pes. No sols pot aparèixer sobre el capitell com com una piràmide truncada invertida sinó també com un paral·lelepípede de base quadrada o un altre tipus de solucions.
Generalment, va decorat amb motius ornamentals en relleu o calats. El pulví aconsegueix la seva màxima expressió en l'arquitectura romana d'Orient. Es poden trobar exemples en l'arquitectura cristiana primitiva de Ravenna.
La seva particular forma convexa confereix al pulví la funció estructural de concentrar les tensions generades per les càrregues sobre ell i passar les tensions sobre la columna situada sota el capitell. Un exemple pot veure's també en la basílica de Sant Lorenzo (Florença), creada per Filippo Brunelleschi al voltant del 1420. Hi va recórrer a segments addicionals d'entaulament indegudament definits com a 'nou de Brunelleschian'. Els pulvins, en aquest cas, creen un entaulament equilibrat, sobre el qual es col·loquen els arcs de mig punt. Aquest entaulament virtual vol recordar el real que es pot observar en la paret, de fet tots dos van col·locats a la mateixa altura.

## Enginyeria
Per analogia amb la funció estàtica del pulví sobre una columna, també s'atribueix a certs elements estructurals que tenen la funció de repartir una càrrega des d'una estructura superposada amb característiques de resistència mecànica més alta, a una estructura inferior de menor resistència específica i, per tant, dimensionada de tal manera que redueixi les tensions unitàries a valors admissibles. En l'enginyeria contemporània, per exemple, s'utilitza en ferrocarrils per a transferir la càrrega dels riells a les travesses. Generalment, en ferro colat.

### Galeria de pulvins
- Santa Sofia, Benevento.
- Santa Sofia, Benevento.
- Basílica de Sant Zenó (Verona).
- Basílica de San Lorenzo (Florença).